# Chęciny (gmina)
Pour les articles homonymes, voir Chęciny.
La gmina de Chęciny est une commune urbaine-rurale de la voïvodie de Sainte-Croix et du powiat de Kielce. Elle s'étend sur 127,57 km2 et comptait 14 715 habitants en 2006. Son siège est la ville de Chęciny qui se situe à environ 14 kilomètres au sud-ouest de Kielce.

## Villages
Hormis la ville de Chęciny, la gmina de Chęciny comprend les villages et localités de Bolmin, Gościniec, Jedlnica, Korzecko, Lelusin, Lipowica, Łukowa, Miedzianka, Mosty, Ostrów, Podpolichno, Podzamcze Chęcińskie, Polichno, Przymiarki, Radkowice, Siedlce, Skiby, Starochęciny, Tokarnia, Wojkowiec et Wolica.

## Gminy voisines
La gmina de Chęciny est voisine des gminy de Małogoszcz, Morawica, Piekoszów, Sitkówka-Nowiny et Sobków.